# Municipio de Richland (condado de Marion)
El municipio de Richland (en inglés: Richland Township) es un municipio ubicado en el condado de Marion en el estado estadounidense de Ohio. En el año 2010 tenía una población de 1635 habitantes y una densidad poblacional de 20,5 personas por km².

## Geografía
El municipio de Richland se encuentra ubicado en las coordenadas 40°31′13″N 83°1′8″O / 40.52028, -83.01889. Según la Oficina del Censo de los Estados Unidos, el municipio tiene una superficie total de 79.74 km², de la cual 79.71 km² corresponden a tierra firme y (0.03%) 0.03 km² es agua.

## Demografía
Según el censo de 2010, había 1635 personas residiendo en el municipio de Richland. La densidad de población era de 20,5 hab./km². De los 1635 habitantes, el municipio de Richland estaba compuesto por el 99.2% blancos, el 0.12% eran afroamericanos, el 0.12% eran amerindios, el 0.12% eran asiáticos, el 0.06% eran isleños del Pacífico, el 0.06% eran de otras razas y el 0.31% pertenecían a dos o más razas. Del total de la población el 0.73% eran hispanos o latinos de cualquier raza.